# Forden with Leighton and Trelystan
Forden with Leighton and Trelystan (en anglais) ou Ffordun gyda Thre'r-llai a Threlystan (en gallois) est une communauté du Powys, au pays de Galles.

## Géographie
La communauté de Forden with Leighton and Trelystan se trouve dans le nord-est du Powys, dans le comté historique du Montgomeryshire, le long de la frontière entre l'Angleterre et le pays de Galles, entre les villes de Welshpool au nord et Montgomery au sud.
Comme son nom l'indique, elle se compose des villages et hameaux de Forden / Ffordun (en), Leighton / Tre'r-llai (cy) et Trelystan (en). Elle comprend également le village de Kingswood / Coedybrenin (cy).

## Démographie
Au recensement de 2011, la communauté de Forden with Leighton and Trelystan comptait 1 426 habitants.

## Culture locale et patrimoine
La communauté comprend plus de 100 monuments classés. Le manoir de Leighton Hall (en), construit entre 1850 et 1856, est un monument classé de grade I depuis 1982.